# بخش مرکزی شهرستان اردبیل
بخش مرکزی شهرستان اردبیل یکی از بخش‌های تابعه شهرستان اردبیل در استان اردبیل ایران است.

## تقسیمات کشوری
- بخش مرکزی شهرستان اردبیل
  - دهستان ارشق شرقی
  - دهستان بالغلو
  - دهستان سردابه
  - دهستان شرقی
  - دهستان غربی
  - دهستان کلخوران

شهرها اردبیل

## جمعیت
بنابر سرشماری مرکز آمار ایران، جمعیت بخش مرکزی شهرستان اردبیل در سال ۱۳۸۵ برابر با ۵۰۷٫۸۴۵ نفر بوده است.